# Popilius Pedo Apronianus
Popilius Pedo Apronianus († 204/206) war ein römischer Politiker und Senator des 2. Jahrhunderts n. Chr.
Pedo stammte wohl aus einer patrizischen Familie und war wahrscheinlich ein Enkel des Gaius Popilius Carus Pedo, der im Jahr 147 den Suffektkonsulat bekleidete. Pedo selbst bekleidete im Jahr 191 den ordentlichen Konsulat. Im Amtsjahr 204/205 (oder 205/206) war er Prokonsul der Provinz Asia. Noch während seiner Amtszeit wurde er wegen Majestätsbeleidigung zum Tode verurteilt.